# Moritschus
Moritschus is een geslacht van kreeftachtigen uit de klasse van de Malacostraca (hogere kreeftachtigen).

## Soorten
- Moritschus altaquerensis Rodríguez, M. R. Campos & López, 2002
- Moritschus caucasensis M. R. Campos, Malgahães & Rodríguez, 2002
- Moritschus ecuadorensis (Rathbun, 1897)
- Moritschus henrici (Nobili, 1897)
- Moritschus narinnensis M. R. Campos & Rodríguez, 1988